# Щировский, Яков Дмитриевич
Яков Дмитриевич Щировский (1768; Смоленск — 1842; Калуга) — русский врач, доктор медицины и хирургии Российской империи, автор множества исследований по медицине.

## Биография
Яков Щировский родился в 1768 году в городе Смоленске, где его отец служил дьячком.
Поступив 22-х лет учеником в Санкт-Петербургский генеральный сухопутный госпиталь, он в 1793 году получил звание лекаря, а через два года назначен был на службу в 3-й егерский батальон, из которого в следующем году был переведен в Каргопольский карабинерный полк. Назначенный в 1800 году штаб-лекарем в Каргопольский драгунский полк, он с 1802 году служил в лейб-гвардии Преображенском полку, а затем в 1806 году был назначен инспектором Оренбургской врачебной управы.
В 1807 году за монографию «О любострастной болезни» Щировский получил из Кабинета Его Императорского Величества премию в 500 рублей (весьма существенную по тем временам сумму), а в 1809 году за сочинение «О способе лечения злокачественной горячки в Уфимском мушкетерском полку» ему было объявлено монаршее благоволение, и вслед за тем он был причислен к физикату, но в том же 1809 году был уже назначен инспектором сначала Гродненской врачебной управы, а затем и Киевской.
Далее Яков Дмитриевич Щировский состоял при Киевском и Санкт-Петербургском сухопутных военных госпиталях, причем в 1811 году за сочинение «О госпитальной горячке» (СПб., 1811 г., 8°, стр. 89) был Высочайше пожалован бриллиантовым перстнем, и 29 июня Санкт-Петербургской медико-хирургической академией (ныне Военно-медицинская академия имени С. М. Кирова) без экзамена признан доктором медицины и хирургии.
После этого Щировский служил сначала инспектором Калужской и Тамбовской врачебных управ, а затем с 1823 по 1826 год ординатором Московского военного госпиталя и, наконец, в начале 1830-х гг. инспектором Смоленской врачебной управы.
Выйдя в отставку, Яков Дмитриевич Щировский поселился в городе Калуге, где и скончался 9 июня 1842 года, на 74-м году жизни.